# شانه یخ‌زده
شانه یخ‌زده (Frozen shoulder یاAdhesive capsulitis of shoulder) التهاب غیرعفونی و چسبندگی کپسول مفصلی شانه است که باعث ایجاد درد و محدودیت حرکتی این مفصل می‌گردد. علت بیماری مشخص نیست ولی در اکثر مواقع در بیماران دیابتی و نیز همراه سایر بیماری‌های شانه دیده می‌شود.
در افراد مبتلا به شانه یخ‌زده کپسول مفصل شانه دچار التهاب شده که منجر به کاهش حرکات فعال و غیرفعال شانه می‌گردد. همچنین کپسول مفصلی ضخیم شده، مایع زلاله‌ای و حجم فضای مفصل کاهش می‌یابد و چین‌های تحتانی کپسول مفصل از بین می‌رود. کپسولیت چسبنده نام دیگر این بیماری است.

## همه‌گیرشناسی
شیوع آن در حدود ۳ درصد است و بین سنین ۴۰ الی ۷۰ سالگی دیده می‌شود. در کودکان و نوجوانان نادر است و در زنان بیشتر از مردان و موارد دوطرفه نیز وجود دارد. شیوع آن در افراد مبتلا به انواع دیابت بیشتر از سایرین است همچنین در بیمارانی که بعلت عمل جراحی قلب و پستان یا شکستگی‌های اندام فوقانی، شانه در بی‌حرکتی طولانی می‌ماند شایع است. عوامل ارثی در بروز آن دخالتی ندارند. بیماری معمولاً با گذشت زمان بتدریج بهبود می‌یابد.

## علائم

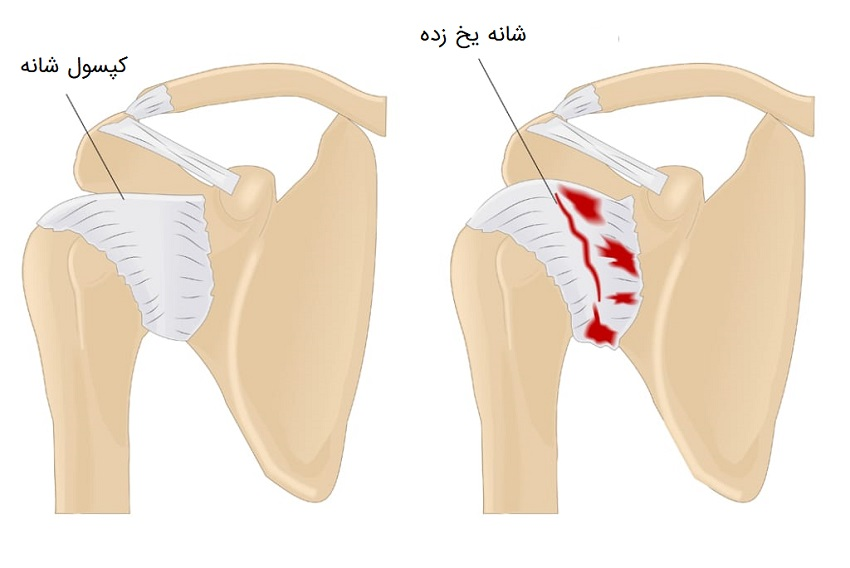

بافتی که مفصل‌ شانه را می‌پوشاند و آن‌ را درکنار هم نگه‌ می‌دارد کپسول نامیده می‌شود. به طور معمول کپسول دارای چین‌هایی است که می‌تواند با حرکت بازو به موقعیت‌های مختلف منبسط و منقبض شود. در یک شانه یخ زده، کپسول ملتهب‌ شده و زخم ایجاد می‌شود. با زخم شدن و سفت شدن چین‌های کپسول، حرکت شانه محدود‌ شده و حرکت مفصل دردناک می‌شود. علائم با درد فزاینده شانه و بازو شروع شده و بتدریج افزایش یافته و با سوزش همراه است. حرکات مفصل نیز با شروع دردها محدود می‌گردد. بالا آوردن اندام فوقانی و بردن دست به پشت مشکل شده و بتدریج سخت‌تر می‌شود. این حالت کپسولیت چسبنده نامیده‌ می‌شود. دقیقاً مشخص نیست که چه چیزی باعث این وضعیت می‌شود. بی حرکتی شانه (به عنوان مثال پس از آسیب بازو) می‌تواند منجر به یخ زدگی شانه شود. التهاب عضلات ویا تاندون‌ها، مانند تاندونیت روتاتور کاف یا بورسیت، می‌تواند باعث منجمد شدن مفصل شانه شود.
علائم شانه منجمد به سه مرحله تقسیم می‌شود:
- مرحله انجماد: در این مرحله شانه سفت و هر حرکت شانه باعث درد می‌شود و توانایی حرکت شانه محدود می‌شود. درد به آرامی افزایش می‌یابد و ممکن است در شب شدیدتر شود. این مرحله 2‌‌‌‌‌ تا 9 ماه طول می‌کشد.
- مرحله یخ زده: در این مرحله، درد ممکن است کاهش یابد، اما شانه سفت باقی بماند. این امر انجام وظایف و فعالیت‌های روزانه را دشوارتر می‌کند. این مرحله 4 تا 12 ماه طول می‌کشد.
- مرحله ذوب: در این مرحله درد کاهش می‌یابد و توانایی حرکت دادن شانه به آرامی بهبود می‌یابد. بهبود کامل یا تقریباً کامل، با بازگشت قدرت و حرکت طبیعی اتفاق می‌افتد. این مرحله 6 ماه تا 2 سال طول می‌کشد.[۲]

## درمان
بیماری بسیار ناتوان‌کننده است و می‌تواند تا یک سال ادامه یابد. درمان آن شامل استفاده از داروهای ضدالتهابی غیراستروییدی و تجویز فیزیوتراپی به صورت انجام حرکات کششی می‌باشد، هدف، کاهش درد و بهبود حرکات مفصل است. تزریق داخل مفصلی کورتیکواستروئیدها نیز از دیگر درمان‌هاست.
درموارد مقاوم به درمان و محدودیت شدید حرکتی ممکنست درمان‌های دیگر مثل آزاد کردن چسبندگی با آرتروسکپی، دستکاری مفصل (Manipulation) با بیهوشی و جراحی باز، نیاز باشد.